# 元封
元封（前111年十月—前104年四月）是汉武帝的第六个年号。汉朝使用元封这个年号一共7年。

## 源由
元鼎六年（前111年）四月，汉武帝封禅泰山，因而改元元封，以今年十月为元年。元封元年改元是有史记载第一次有诏书的年号。其诏书为：
“朕以眇身承至尊，兢兢焉惟德菲薄，不明于礼乐，故用事八神，遭天地况施，著见景象，屑然如有闻，震于怪物，欲止不敢，遂登封泰山，至于梁父，然后升坛肃然自新，嘉与士大夫更始，其以十月为元封元年。行所巡至，博、奉高、蛇丘、历城、梁父，民田租逋赋，皆贷除之，无出今年算。赐天下民爵一级。”
辛德勇認為當時以一、二、三、四數紀元，太初元年以前，現實生活中一直沒有正式採用以年號紀元的方式。

## 纪年
| 元封 | 元年    | 二年    | 三年    | 四年    | 五年    | 六年    | 七年    |
| ---- | ------- | ------- | ------- | ------- | ------- | ------- | ------- |
| 公元 | 前110年 | 前109年 | 前108年 | 前107年 | 前106年 | 前105年 | 前104年 |
| 干支 | 辛未    | 壬申    | 癸酉    | 甲戌    | 乙亥    | 丙子    | 丁丑    |

## 逝世
- 元封五年，長平侯大司馬大將軍衛青逝世。

## 参看
- 中國年號索引

| 前一年號： 元鼎 | 西漢年號 元封 | 下一年號： 太初 |